# 일본 군국주의
일본 군국주의(軍国主義 군코쿠슈기[*])는 일본 제국 시대를 지배한 군국주의 사상이다. 이들은 군사력이 곧 국력이며, 군대가 나라의 정치·사회 등 모든 부문을 통솔하여야 한다고 여겼다.
1973년, 일본의 내각관방장관 오무라 조지는 군국주의 사상은 "한 나라의 정치, 경제, 법률, 교육 등의 조직을 전쟁을 준비하고 전쟁으로 국가 위력의 발현하며, 따라서 정치, 경제, 외교, 문화 등의 측면을 군사에 종속시키는 사상을 말한다."고 정의지었다.

## 초기 군국주의
19세기 말 메이지 유신 직후부터 일본군은 일본의 근대 사회의 형성에 있어 큰 영향을 발휘하였다. 프로이센의 군사고문으로부터 근대 군사 이론과 황제에 대한 복종이라는 이상이 소개되었고 특히 1873년 야마가타 아리토모가 도입한 이래로 지속된 보편적 징병제는 다양한 사회적 배경을 가진 수많은 일본인들에게 애국주의적 가치를 교육하는 데 큰 역할을 하였다. 당시 생겨난 부국강병(富国強兵)이라는 표어는 일본 제국의 국력 확장과 군국주의의 연관을 보여준다. 군사력을 기반에 둔 확장주의적 외교 정책은 청일전쟁, 러일전쟁에서 일본이 승리를 거두고 열강 세력에 합류하며 더욱 힘을 얻었다.

## 군국주의의 성장
1929년 미국에서 시작된 대공황은 일본에도 엄청난 충격을 주었다. 대공황의 여파로 농산물 가격이 폭락하면서 농민들의 피해가 극심하였고, 공업 부문도 어려움을 겪게 되었다. 이러한 가운데 일본의 군부 세력은 사회 불안과 경제 불황을 벗어나고자 침략주의 정책을 강화하고, 군부의 권한을 강화하여 갔다. 또한 농민 운동과 노동 운동 등으로 사회주의의 확산을 두려워한 지주와 자본가들은 이러한 군부 세력에 지지를 보내었다. 그 결과 1930년대에 일본에서 군인 세력은 국가 정책 결정의 중심에 있었고, 이들은 군비를 확장하면서 침략 정책을 강화하였다.
1931년 12월, 이누카이 쓰요시 내각이 성립한 직후 금 수출 금지를 재단행하고 일본 경제는 관리 통화 체제로 들어갔다. 경제 불황속에서 산업 합리화를 추진해 왔던 일본 경제는 일본 엔(￥)의 환율 하락을 기회로 삼아 수출을 비약적으로 증대시켰다. 미국의 뉴딜 정책, 영국의 블록 경제권 강화에 의해 일본의 상품에 대해 덤핑 판정을 내려 고율의 관세를 부과했지만, 일본의 면직물 수출은 비약적인 증대를 거듭해 영국을 제치고 수출량 세계 1위로 부상하였다. 또, 만주사변으로 인한 군수 경기와 수출 증진으로 산업계는 활기를 되찾기 시작했고, 1933년경에는 공황 이전의 수준으로 경기가 회복되었다. 특히, 군수 산업과 연관된 중화학 공업이 눈부신 발전을 거듭하였다.
철강업에서는 일본 제철 회사가 생겨났고, 자동차 공업과 화학 공업에서도 닛산(Nissan) 콘체른, 일본 질소(日窒) 콘체른 등의 신흥 재벌이 등장하였다. 정부에 의한 경제 통제가 강화되는 가운데 정부의 혁신 관료 그룹이 대두하였고, 군부의 막료 그룹과 연계되어 국방 국가 일본의 건설 계획이 추진되기 시작하였다. 1930년대에 들어가면서 일본은 국가주의의 고양, 혁신 운동의 열기가 고조되었고, 각 분야에 영향을 끼치기 시작하였다. 즉, 본격적인 내셔널리즘 고양의 시대를 맞이하여 무산 정당들조차도 국가 사회주의로의 전향(轉向)이 유행처럼 번지기 시작하였다.
1932년 일본 국가사회당이 아카마쓰 가쓰마로(赤松克麿)가 중심이 되어 결성하였다. 탄압을 받고 있던 일본 공산당의 지도자들도 자의반 타의반으로 옥중에서 전향 성명서를 내기 시작하였고, 일본의 좌익은 이른바 '전향의 시대'를 맞이하여 사회주의 운동은 다시 한 번 빙하기로 들어가게 되었다. 사상과 언론에 대한 통제도 강화되었고 공산주의, 민주주의에 대한 사상, 학문에도 탄압 사건이 계속되었다. 이른바 불온 서적을 가지고 있는 것만으로도 체포되어 투옥되는 사상의 겨울이 다시 도래하였던 것이다. 또, 점차로 군부가 주도하는 국가 사회주의적 움직임에 편승하려는 저널리즘도 등장하였고, 문화적인 면에서도 일본 전통 문화를 재평가하려는 움직임이 일어나기 시작했다.

## 같이 보기
- 쇼와 국가주의
- 국수주의 (일본)
- 대동아공영권
- 일본국 헌법 제9조
- 존 다우어
- 선군정치

## 참고 문헌
- 이 문서에는 다음커뮤니케이션(현 카카오)에서 GFDL 또는 CC-SA 라이선스로 배포한 글로벌 세계대백과사전의 "《일본의 군국주의》" 항목을 기초로 작성된 글이 포함되어 있습니다.